# Emmanuel Derode
Pour les articles homonymes, voir Derode.
Emmanuel Eugène Derode, né à Paris le 3 octobre 1887 et mort le 7 avril 1956 à Neuilly-sur-Seine, est un banquier français et administrateur de nombreux groupes.

## Biographie
Issu d'une famille de négociants du Nord, arrière petit-neveu de Victor Derode, il est le fils de Lucien Derode (1850-1919), banquier, président de la Chambre de commerce de Paris de 1903 à 1905, membre du Conseil d'escompte et censeur de la Banque de France, et de Marguerite Tourangin (petite-fille de Victor Tourangin).
Le 8 juillet 1919, il épouse Marie Françoise Lydie Thiery-Cherer de Cabanes.
Docteur en droit, il se consacre à la finance et à l'industrie.
Président fondateur de la Banque nationale du commerce extérieur (BNFCE) et de la Banque française du commerce extérieur (BFCE), il est associé à la banque Lazard, président du Crédit mobilier industriel SOVAC et de la Compagnie générale française de crédit, et vice-président de Simca, de Aéroport de Paris et du Crédit électrique et gazier.
Emmanuel Eugène Derode est président de chambre au Tribunal de commerce de Paris et de la Seine et vice-président de la Chambre de commerce de Paris.
Il meurt le 7 avril 1956. Ses obsèques ont lieu le 13 avril 1956.

## Sources
- Henri Temerson, Biographies des principales personnalités françaises décédées au cours de l'année, Hachette, 1957